# Compartment No. 6
Compartment No. 6 (en finés, Hytti nro 6 y en ruso, Купе номер шесть) es una película de carretera de drama romántico coproducida internacionalmente de 2021 coescrita y dirigida por Juho Kuosmanen, basada en la novela de 2011 del mismo nombre de Rosa Liksom. La película fue seleccionada para competir por la Palma de Oro en el Festival de Cine de Cannes de 2021. Compartió el Gran Premio con A Hero de Asghar Farhadi. Fue seleccionada como la entrada finlandesa al Mejor Película Internacional en la 94.ª edición de los Premios Óscar de la Academia de Artes y Ciencias Cinematográficas de los EE. UU.

## Sinopsis
Viajando en tren de Moscú a Múrmansk para ver los petroglifos de la península de Kola, una estudiante de arqueología finlandesa entabla una amistad improbable con un albañil ruso que trabaja en una mina.

## Reparto
- Seidi Haarla como Laura
- Yuri Borísov como Lioja
- Dinara Drukárova como Irina
- Julia Aug como Natalia